# Sengon Agung
Sengon Agung is een bestuurslaag in het regentschap Pasuruan van de provincie Oost-Java, Indonesië. Sengon Agung telt 7857 inwoners (volkstelling 2010).